# Campeonato Mundial de Fórmula 1 de 1988
A Temporada de Fórmula 1 de 1988 foi a 39.ª realizada pela FIA, decorrendo entre 3 de abril e 13 de novembro de 1988, com dezesseis corridas. Teve como campeão o brasileiro Ayrton Senna, da equipe McLaren, sendo vice-campeão o francês Alain Prost, também da McLaren. O campeonato terminou com 90 pontos do brasileiro e 87 de Prost (Se todos os resultados fossem computados, o francês Alain Prost terminaria o ano com 105 pontos e Senna com 94, porém a regra da época permitia o descarte de piores resultados).
A equipe McLaren venceu 15 dos 16 GPs, dominando amplamente o campeonato. A Ferrari venceu em Monza, com Berger, após Senna ser atingido por um retardatário quando abria a penúltima volta na liderança. 
Uma das provas mais surpreendentes da temporada foi a corrida de Mônaco onde Senna, após colocar mais de 50 segundos de vantagem sobre Prost, bateu sozinho na entrada do túnel. Para muitos especialistas este foi um divisor de águas na carreira do brasileiro, que após o episódio se tornou mais forte mentalmente passando a vencer várias corridas com performance superior ao francês e demais pilotos indo rumo ao título. 
Este campeonato também ficou marcado pela morte do comendador Enzo Ferrari e por ser o último ano na história dos motores turbo que comandaram as equipes nos anos 80, para abrir espaço para entrada dos motores aspirados na última década (1989), até a temporada de 2014, onde foram legalizados os motores turbo novamente sob tecnologias sustentáveis, muito diferentes da época. Seis equipes adotaram a solução turbo em 1988, incluindo a campeã McLaren.

## Equipes e Pilotos
| Campeão       | Vice-campeão  | 3º Lugar       |
|               |               |                |
| Ayrton Senna  | Alain Prost   | Gerhard Berger |
| McLaren-Honda | McLaren-Honda | Ferrari        |

| Equipe                         | Construtor | Chassis      | Motor                                                  | Pneu | No | Piloto                | Piloto de teste                                |
| ------------------------------ | ---------- | ------------ | ------------------------------------------------------ | ---- | -- | --------------------- | ---------------------------------------------- |
| Camel Team Lotus Honda         | Lotus      | 100T         | Honda RA167E 1.5 V6 turbo                              | G    | 1  | Nelson Piquet         | Martin Donnelly                                |
| Camel Team Lotus Honda         | Lotus      | 100T         | Honda RA167E 1.5 V6 turbo                              | G    | 2  | Satoru Nakajima       | Martin Donnelly                                |
| Tyrrell Racing Organisation    | Tyrrell    | 017          | Ford Cosworth DFZ 3.5 V8                               | G    | 3  | Jonathan Palmer       | n/a                                            |
| Tyrrell Racing Organisation    | Tyrrell    | 017          | Ford Cosworth DFZ 3.5 V8                               | G    | 4  | Julian Bailey         | n/a                                            |
| Canon Williams Team            | Williams   | FW12         | Judd CV 3.5 V8                                         | G    | 5  | Nigel Mansell         | Jean-Louis Schlesser                           |
| Canon Williams Team            | Williams   | FW12         | Judd CV 3.5 V8                                         | G    | 5  | Martin Brundle        | Jean-Louis Schlesser                           |
| Canon Williams Team            | Williams   | FW12         | Judd CV 3.5 V8                                         | G    | 5  | Jean-Louis Schlesser  | Jean-Louis Schlesser                           |
| Canon Williams Team            | Williams   | FW12         | Judd CV 3.5 V8                                         | G    | 6  | Riccardo Patrese      | Jean-Louis Schlesser                           |
| West Zakspeed Racing           | Zakspeed   | 881          | Zakspeed 1500/4 1.5 L4 turbo                           | G    | 9  | Piercarlo Ghinzani    | Christian Danner                               |
| West Zakspeed Racing           | Zakspeed   | 881          | Zakspeed 1500/4 1.5 L4 turbo                           | G    | 10 | Bernd Schneider       | Christian Danner                               |
| Honda Marlboro McLaren         | McLaren    | MP4/4        | Honda RA168E 1.5 V6 turbo                              | G    | 11 | Alain Prost           | Emanuele Pirro                                 |
| Honda Marlboro McLaren         | McLaren    | MP4/4        | Honda RA168E 1.5 V6 turbo                              | G    | 12 | Ayrton Senna          | Emanuele Pirro                                 |
| AGS Racing                     | AGS        | JH23         | Ford Cosworth DFZ 3.5 V8                               | G    | 14 | Philippe Streiff      | n/a                                            |
| Leyton House March Racing Team | March      | 881          | Judd CV 3.5 V8                                         | G    | 15 | Maurício Gugelmin     | n/a                                            |
| Leyton House March Racing Team | March      | 881          | Judd CV 3.5 V8                                         | G    | 16 | Ivan Capelli          | n/a                                            |
| USF&G Arrows Megatron          | Arrows     | A10B         | Megatron M12/13 (BMW rebatizados) 1.5 L4 turbo         | G    | 17 | Derek Warwick         | n/a                                            |
| USF&G Arrows Megatron          | Arrows     | A10B         | Megatron M12/13 (BMW rebatizados) 1.5 L4 turbo         | G    | 18 | Eddie Cheever         | n/a                                            |
| Benetton Formula Ltd           | Benetton   | B188         | Ford Cosworth DFR 3.5 V8                               | G    | 19 | Alessandro Nannini    | Johnny Dumfries Gary Brabham                   |
| Benetton Formula Ltd           | Benetton   | B188         | Ford Cosworth DFR 3.5 V8                               | G    | 20 | Thierry Boutsen       | Johnny Dumfries Gary Brabham                   |
| Osella Squadra Corse           | Osella     | FA1I FA1L    | Osella 890T (Alfa Romeo 890T rebatizados) 1.5 V8 Turbo | G    | 21 | Nicola Larini         | n/a                                            |
| Rial Racing                    | Rial       | ARC1         | Ford Cosworth DFZ 3.5 V8                               | G    | 22 | Andrea De Cesaris     | n/a                                            |
| Lois Minardi Team              | Minardi    | M188         | Ford Cosworth DFZ 3.5 V8                               | G    | 23 | Adrian Campos         | Pierluigi Martini                              |
| Lois Minardi Team              | Minardi    | M188         | Ford Cosworth DFZ 3.5 V8                               | G    | 23 | Pierluigi Martini     | Pierluigi Martini                              |
| Lois Minardi Team              | Minardi    | M188         | Ford Cosworth DFZ 3.5 V8                               | G    | 24 | Luis Perez-Sala       | Pierluigi Martini                              |
| Ligier Loto                    | Ligier     | JS31         | Judd CV 3.5 V8                                         | G    | 25 | René Arnoux           | n/a                                            |
| Ligier Loto                    | Ligier     | JS31         | Judd CV 3.5 V8                                         | G    | 26 | Stefan Johansson      | n/a                                            |
| Scuderia Ferrari SpA SEFAC     | Ferrari    | F187/88C     | Ferrari 033E 1.5 V6 Turbo                              | G    | 27 | Michele Alboreto      | Roberto Moreno Gianni Morbidelli Dario Benuzzi |
| Scuderia Ferrari SpA SEFAC     | Ferrari    | F187/88C     | Ferrari 033E 1.5 V6 Turbo                              | G    | 28 | Gerhard Berger        | Roberto Moreno Gianni Morbidelli Dario Benuzzi |
| Larrousse & Calmels F1         | Lola       | LC88         | Ford Cosworth DFZ 3.5 V8                               | G    | 29 | Yannick Dalmas        | n/a                                            |
| Larrousse & Calmels F1         | Lola       | LC88         | Ford Cosworth DFZ 3.5 V8                               | G    | 29 | Pierre-Henri Raphanel | n/a                                            |
| Larrousse & Calmels F1         | Lola       | LC88         | Ford Cosworth DFZ 3.5 V8                               | G    | 29 | Aguri Suzuki          | n/a                                            |
| Larrousse & Calmels F1         | Lola       | LC88         | Ford Cosworth DFZ 3.5 V8                               | G    | 30 | Philippe Alliot       | n/a                                            |
| Coloni SpA                     | Coloni     | FC188 FC188B | Ford Cosworth DFZ 3.5 V8                               | G    | 31 | Gabriele Tarquini     | n/a                                            |
| EuroBrun Racing                | EuroBrun   | ER188        | Ford Cosworth DFZ 3.5 V8                               | G    | 32 | Oscar Larrauri        | n/a                                            |
| EuroBrun Racing                | EuroBrun   | ER188        | Ford Cosworth DFZ 3.5 V8                               | G    | 33 | Stefano Modena        | n/a                                            |
| BMS Scuderia Italia            | Dallara    | 3087         | Ford Cosworth DFV 3.5 V8                               | G    | 36 | Alex Caffi            | n/a                                            |
| BMS Scuderia Italia            | Dallara    | 188          | Ford Cosworth DFZ 3.5 V8                               | G    | 36 | Alex Caffi            | n/a                                            |

## Calendário
| Prova | Corrida          | Data           | Local              |
| ----- | ---------------- | -------------- | ------------------ |
| 1     | GP do Brasil     | 3 de abril     | Jacarepaguá        |
| 2     | GP de San Marino | 1 de maio      | Ímola              |
| 3     | GP de Mônaco     | 15 de maio     | Monte Carlo        |
| 4     | GP do México     | 29 de maio     | Hermanos Rodríguez |
| 5     | GP do Canadá     | 12 de junho    | Montreal           |
| 6     | GP de Detroit    | 19 de junho    | Detroit            |
| 7     | GP da França     | 3 de julho     | Paul Ricard        |
| 8     | GP da Inglaterra | 10 de julho    | Silverstone        |
| 9     | GP da Alemanha   | 24 de julho    | Hockenheim         |
| 10    | GP da Hungria    | 7 de agosto    | Hungaroring        |
| 11    | GP da Bélgica    | 28 de agosto   | Spa-Francorchamps  |
| 12    | GP da Itália     | 11 de setembro | Monza              |
| 13    | GP de Portugal   | 25 de setembro | Estoril            |
| 14    | GP da Espanha    | 2 de outubro   | Jerez              |
| 15    | GP do Japão      | 30 de outubro  | Suzuka             |
| 16    | GP da Austrália  | 13 de novembro | Adelaide           |

## Resultados

### Grandes Prêmios
| GP | Grande Prêmio      | Pole Position  | Volta mais rápida  | Vencedor       | Equipe        | Descrição |
| -- | ------------------ | -------------- | ------------------ | -------------- | ------------- | --------- |
| 1  | GP do Brasil       | Ayrton Senna   | Gerhard Berger     | Alain Prost    | McLaren-Honda | Detalhes  |
| 2  | GP de San Marino   | Ayrton Senna   | Alain Prost        | Ayrton Senna   | McLaren-Honda | Detalhes  |
| 3  | GP de Mônaco       | Ayrton Senna   | Ayrton Senna       | Alain Prost    | McLaren-Honda | Detalhes  |
| 4  | GP do México       | Ayrton Senna   | Alain Prost        | Alain Prost    | McLaren-Honda | Detalhes  |
| 5  | GP do Canadá       | Ayrton Senna   | Ayrton Senna       | Ayrton Senna   | McLaren-Honda | Detalhes  |
| 6  | GP de Detroit      | Ayrton Senna   | Alain Prost        | Ayrton Senna   | McLaren-Honda | Detalhes  |
| 7  | GP da França       | Alain Prost    | Alain Prost        | Alain Prost    | McLaren-Honda | Detalhes  |
| 8  | GP da Grã-Bretanha | Gerhard Berger | Nigel Mansell      | Ayrton Senna   | McLaren-Honda | Detalhes  |
| 9  | GP da Alemanha     | Ayrton Senna   | Alessandro Nannini | Ayrton Senna   | McLaren-Honda | Detalhes  |
| 10 | GP da Hungria      | Ayrton Senna   | Alain Prost        | Ayrton Senna   | McLaren-Honda | Detalhes  |
| 11 | GP da Bélgica      | Ayrton Senna   | Gerhard Berger     | Ayrton Senna   | McLaren-Honda | Detalhes  |
| 12 | GP da Itália       | Ayrton Senna   | Michele Alboreto   | Gerhard Berger | Ferrari       | Detalhes  |
| 13 | GP de Portugal     | Alain Prost    | Gerhard Berger     | Alain Prost    | McLaren-Honda | Detalhes  |
| 14 | GP da Espanha      | Ayrton Senna   | Alain Prost        | Alain Prost    | McLaren-Honda | Detalhes  |
| 15 | GP do Japão        | Ayrton Senna   | Ayrton Senna       | Ayrton Senna   | McLaren-Honda | Detalhes  |
| 16 | GP da Austrália    | Ayrton Senna   | Alain Prost        | Alain Prost    | McLaren-Honda | Detalhes  |

### Campeonato Mundial de Pilotos
| Pos | Piloto                | BRA | SMR | MON | MEX | CAN | DET | FRA | GBR | GER | HUN | BEL | ITA | POR | ESP | JPN | AUS | Pontos   |
| --- | --------------------- | --- | --- | --- | --- | --- | --- | --- | --- | --- | --- | --- | --- | --- | --- | --- | --- | -------- |
| 1   | Ayrton Senna          | DSQ | 1   | Ret | 2   | 1   | 1   | 2   | 1   | 1   | 1   | 1   | 10† | (6) | (4) | 1   | 2   | 90 (94)  |
| 2   | Alain Prost           | 1   | 2   | 1   | 1   | 2   | 2   | 1   | Ret | 2   | (2) | (2) | Ret | 1   | 1   | (2) | 1   | 87 (105) |
| 3   | Gerhard Berger        | 2   | 5   | 2   | 3   | Ret | Ret | 4   | 9   | 3   | 4   | Ret | 1   | Ret | 6   | 4   | Ret | 41       |
| 4   | Thierry Boutsen       | 7   | 4   | 8   | 8   | 3   | 3   | Ret | Ret | 6   | 3   | DSQ | 6   | 3   | 9   | 3   | 5   | 27       |
| 5   | Michele Alboreto      | 5   | 18† | 3   | 4   | Ret | Ret | 3   | 17† | 4   | Ret | Ret | 2   | 5   | Ret | 11  | Ret | 24       |
| 6   | Nelson Piquet         | 3   | 3   | Ret | Ret | 4   | Ret | 5   | 5   | Ret | 8   | 4   | Ret | Ret | 8   | Ret | 3   | 22       |
| 7   | Ivan Capelli          | Ret | Ret | 10  | 16  | 5   | DNS | 9   | Ret | 5   | Ret | 3   | 5   | 2   | Ret | Ret | 6   | 17       |
| 8   | Derek Warwick         | 4   | 9   | 4   | 5   | 7   | Ret | Ret | 6   | 7   | Ret | 5   | 4   | 4   | Ret | Ret | Ret | 17       |
| 9   | Nigel Mansell         | Ret | Ret | Ret | Ret | Ret | Ret | Ret | 2   | Ret | Ret |     |     | Ret | 2   | Ret | Ret | 12       |
| 10  | Alessandro Nannini    | Ret | 6   | Ret | 7   | Ret | Ret | 6   | 3   | 18  | Ret | DSQ | 9   | Ret | 3   | 5   | Ret | 12       |
| 11  | Riccardo Patrese      | Ret | 13  | 6   | Ret | Ret | Ret | Ret | 8   | Ret | 6   | Ret | 7   | Ret | 5   | 6   | 4   | 8        |
| 12  | Eddie Cheever         | 8   | 7   | Ret | 6   | Ret | Ret | 11  | 7   | 10  | Ret | 6   | 3   | Ret | Ret | Ret | Ret | 6        |
| 13  | Maurício Gugelmin     | Ret | 15  | Ret | Ret | Ret | Ret | 8   | 4   | 8   | 5   | Ret | 8   | Ret | 7   | 10  | Ret | 5        |
| 14  | Jonathan Palmer       | Ret | 14  | 5   | NQ  | 6   | 5   | Ret | Ret | 11  | Ret | 12† | NQ  | Ret | Ret | 12  | Ret | 5        |
| 15  | Andrea de Cesaris     | Ret | Ret | Ret | Ret | 9†  | 4   | 10  | Ret | 13  | Ret | Ret | Ret | Ret | Ret | Ret | 8†  | 3        |
| 16  | Satoru Nakajima       | 6   | 8   | NQ  | Ret | 11  | NQ  | 7   | 10  | 9   | 7   | Ret | Ret | Ret | Ret | 7   | Ret | 1        |
| 17  | Pierluigi Martini     |     |     |     |     |     | 6   | 15  | 15  | NQ  | Ret | NQ  | Ret | Ret | Ret | 13  | 7   | 1        |
| 18  | Yannick Dalmas        | Ret | 12  | 7   | 9   | NQ  | 7   | 13  | 13  | 19† | 9   | Ret | Ret | Ret | 11  |     |     | 0        |
| 19  | Alex Caffi            | NPQ | Ret | Ret | Ret |     | 8   | 12  | 11  | 15  | Ret | 8   | Ret | 7   | 10  | Ret | Ret | 0        |
| 20  | Martin Brundle        |     |     |     |     |     |     |     |     |     |     | 7   |     |     |     |     |     | 0        |
| 21  | Philippe Streiff      | Ret | 10  | Ret | 12  | Ret | Ret | Ret | Ret | Ret | Ret | 10  | Ret | 9   | Ret | 8   | 11† | 0        |
| 22  | Luis Perez-Sala       | Ret | 11  | Ret | 11  | 13  | Ret | NC  | Ret | NQ  | 10  | NQ  | Ret | 8   | 12  | 15  | Ret | 0        |
| 23  | Gabriele Tarquini     | Ret | Ret | Ret | 14  | 8   | NQ  |     |     |     | 13  | Ret | NQ  | 11  |     |     | NQ  | 0        |
| 24  | Philippe Alliot       | Ret | 17  | Ret | Ret | 10† | Ret | Ret | 14  | Ret | 12  | 9   | Ret | Ret | 14  | 9   | 10† | 0        |
| 25  | Stefan Johansson      | 9   | NQ  | Ret | 10  | Ret | Ret | NQ  | NQ  | NQ  | Ret | 11† | NQ  | Ret | Ret | NQ  | 9†  | 0        |
| 26  | Julian Bailey         | NQ  | Ret |     | NQ  | Ret | 9†  | NQ  | 16  | NQ  | NQ  | NQ  | 12  | NQ  | NQ  | 14  | NQ  | 0        |
| 27  | Nicola Larini         | NQ  | DSQ | 9   | NQ  | NQ  | Ret | Ret | 19† | Ret |     | Ret | Ret | 12  | Ret | Ret | NPQ | 0        |
| 28  | René Arnoux           | Ret | NQ  | Ret | Ret | Ret | Ret | NQ  | 18  | 17  | Ret | Ret | 13  | 10  | Ret | 17  | Ret | 0        |
| 29  | Stefano Modena        | Ret | NC  | DSQ | DSQ | 12  | Ret | 14  | 12  | Ret | 11  | NQ  | NQ  | NQ  | 13  | NQ  | Ret | 0        |
| 30  | Jean-Louis Schlesser  |     |     |     |     |     |     |     |     |     |     |     | 11  |     |     |     |     | 0        |
| 31  | Bernd Schneider       | NQ  |     | NQ  | Ret | NQ  | NQ  | Ret | NQ  | 12  | NQ  | 13† | Ret | NQ  | NQ  | Ret | NQ  | 0        |
| 32  | Oscar Larrauri        | Ret | NQ  | Ret | 13  | Ret | Ret | Ret | NQ  | 16  | NQ  |     |     |     | NQ  | NQ  | Ret | 0        |
| 33  | Piercarlo Ghinzani    | NQ  | Ret | Ret | 15  | 14† | NQ  | DSQ | NQ  | 14  | NQ  | Ret | Ret | NQ  | NQ  | NQ  | Ret | 0        |
| 34  | Adrian Campos         | Ret | 16  | NQ  |     | NQ  |     |     |     |     |     |     |     |     |     |     |     | 0        |
| 35  | Aguri Suzuki          |     |     |     |     |     |     |     |     |     |     |     |     |     |     | 16  |     | 0        |
| -   | Pierre-Henri Raphanel |     |     |     |     |     |     |     |     |     |     |     |     |     |     |     | NQ  | -        |
| Pos | Piloto                | BRA | SMR | MON | MEX | CAN | DET | FRA | GBR | GER | HUN | BEL | ITA | POR | ESP | JPN | AUS | Pontos   |

| Cor        | Resultado             |
| ---------- | --------------------- |
| Ouro       | Vencedor              |
| Prata      | 2.º lugar             |
| Bronze     | 3.º lugar             |
| Verde      | Terminou, nos pontos  |
| Azul       | Terminou, sem pontos  |
| Púrpura    | Ret – Retirou-se      |
| Vermelho   | NQ – Não qualificado  |
| Preto      | DSQ – Desqualificado  |
| Branco     | NL – Não largou       |
| Branco     | C – Corrida cancelada |
| Azul claro | AT – Apenas Treino    |
| Sem cor    | NP – Não participou   |
| Sem cor    | Les – Lesionado       |
| Sem cor    | EX – Excluído         |

*Resultados em negrito indica pole position e itálico volta mais rápida.
† Completou mais de 90% da distância da corrida.

### Campeonato Mundial de Construtores
| Pos. | Construtor | Chassi       | Motor                                              | Pneu | Pontos | Vitórias | Pódiuns | Poles |
| ---- | ---------- | ------------ | -------------------------------------------------- | ---- | ------ | -------- | ------- | ----- |
| 1    | McLaren    | MP4/4        | Honda RA168E V6 turbo                              | G    | 199    | 15       | 25      | 15    |
| 2    | Ferrari    | F187/88C     | Ferrari 033E V6 turbo                              | G    | 65     | 1        | 8       | 1     |
| 3    | Benetton   | B188         | Ford Cosworth DFR V8                               | G    | 39     |          | 7       |       |
| 4    | Lotus      | 100T         | Honda RA167E V6 turbo                              | G    | 23     |          | 3       |       |
| 5    | Arrows     | A10B         | Megatron M12/13 (BMW rebatizados) L4 turbo         | G    | 23     |          | 1       |       |
| 6    | March      | 881          | Judd CV V8                                         | G    | 22     |          | 2       |       |
| 7    | Williams   | FW12         | Judd CV V8                                         | G    | 20     |          | 2       |       |
| 8    | Tyrrell    | 017          | Ford Cosworth DFZ V8                               | G    | 5      |          |         |       |
| 9    | Rial       | ARC1         | Ford Cosworth DFZ V8                               | G    | 3      |          |         |       |
| 10   | Minardi    | M188         | Ford Cosworth DFZ V8                               | G    | 1      |          |         |       |
| 11   | Lola       | LC88         | Ford Cosworth DFZ V8                               | G    | 0      |          |         |       |
| 12   | Dallara    | F188         | Ford Cosworth DFZ V8                               | G    | 0      |          |         |       |
| 13   | AGS        | JH23         | Ford Cosworth DFZ V8                               | G    | 0      |          |         |       |
| 14   | Coloni     | FC188 FC188B | Ford Cosworth DFZ V8                               | G    | 0      |          |         |       |
| 15   | Ligier     | JS31         | Judd CV V8                                         | G    | 0      |          |         |       |
| 16   | Osella     | FA1I FA1L    | Osella 890T (Alfa Romeo 890T rebatizados) V8 turbo | G    | 0      |          |         |       |
| 17   | EuroBrun   | ER188        | Ford Cosworth DFZ V8                               | G    | 0      |          |         |       |
| 18   | Zakspeed   | 881          | Zakspeed 1500/4 L4 turbo                           | G    | 0      |          |         |       |